# Gilles De Bilde
Gilles De Bilde (ur. 9 czerwca 1971 roku w Zellik) – były belgijski piłkarz występujący na pozycji napastnika. Obecnie jest analitykiem do spraw piłki nożnej w jednej z belgijskiej telewizji oraz modelem.

## Kariera klubowa
Gilles De Bilde zawodową karierę rozpoczynał w 1992 roku w zespole Eendracht Aalst. Grał tam przez trzy sezony, w trakcie których w 86 spotkaniach ligowym zanotował 40 bramek. W 1994 roku został wybrany najlepszym piłkarzem roku w Belgii. Następnie De Bilde trafił do jednego z najbardziej utytułowanych klubów w kraju - RSC Anderlechtu. W ekipie "Fiołków" grał jednak tylko przez półtora sezonu, po czym przeniósł się do holenderskiego PSV Eindhoven. Razem z "Boeren" w 1997 roku Gilles wywalczył mistrzostwo kraju. Łącznie w barwach PSV wystąpił w 49 pojedynkach i zdobył 24 gole. Latem 1999 roku De Bilde podpisał kontrakt z Sheffield Wednesday F.C., które zapłaciło za niego trzy miliony funtów. W tym angielskim zespole Gilles wywalczył sobie miejsce w podstawowej jedenastce i w pierwszym sezonie występów na placu gry pojawił się 27 razy. Sheffield spadło jednak z Premier League do League One, a belgijski napastnik w zimowym okienku transferowym w sezonie 2000/2001 trafił do Aston Villi. Po zakończeniu ligowych rozgrywek De Bilde powrócił do Anderlechtu. W sezonie 2001/2002 w 27 spotkaniach strzelił dwanaście bramek i należał do czołówki ligowych strzelców. W letnim okienku transferowym w 2003 roku Gilles związał się umową z Lierse SK. W późniejszym okresie przeniósł się do KVC Willebroek-Meerhof, gdzie zakończył swoją karierę.

## Kariera reprezentacyjna
W reprezentacji Belgii De Bilde zadebiutował w 1994 roku. W 2000 roku Robert Waseige powołał go do 22-osobowej kadry na mistrzostwa Europy. Belgowie na imprezie tej nie przebrnęli przez rundę grupową, a sam Gilles zagrał tylko w ostatnim meczu "Czerwonych Diabłów" przeciwko Turcji, kiedy to zastąpił w 77 minucie Luca Nilisa. Łącznie dla drużyny narodowej wychowanek Eendracht Aalst zaliczył 25 występów, w których dwa razy wpisał się na listę strzelców.